# Молчанов, Виктор Игоревич
Ви́ктор И́горевич Молча́нов (12 мая 1948, Ростов-на-Дону, СССР) — российский философ, специалист по феноменологической философии. Автор концепции сознания, которое рассматривает как многообразие различений и их различий, а также предпочтений и идентификаций различенного. Область научных исследований — проблемы сознания, времени, история западной философии. Доктор философских наук (1990), профессор (1992).

## Биография
Родился 12 мая 1948 года в Ростове-на-Дону. В 1971 году окончил философский факультет МГУ.
Работал преподавателем в Ростовском государственном университете с 1971 по 1995 годы. В 1978 году защитил кандидатскую диссертацию «Априоризм и гносеологические концепции времени у Канта и Гуссерля», в 1989 году — докторскую диссертацию «Проблема времени и сознания в феноменологической философии».
В 1995—1996 годах занимался научной работой в Университете Вупперталя.
С 1996 года профессор Российского государственного гуманитарного университета, где читает курсы «Европейская философия XX века», «Феноменология интерсубъективности», «Основные проблемы феноменологии».
Руководитель Центра феноменологической философии философского факультета РГГУ.
Член научного совета журналов «Логос» и Husserl Studies. Руководитель проекта «Русская Гуссерлиана», посвященного изданию сочинений Э. Гуссерля на русском языке, переводчик ряда трудов Гуссерля.
Автор более 120 работ.

## Научная деятельность
С начала 90-х годов В. И. Молчанов занимается разработкой новой философской концепции сознания как многообразия различений и их различий (первичный опыт), а также предпочтений и идентификаций различенного. Мир рассматривается в виде сложнейшей иерархии границ опытов и предметностей и как коррелят первичного опыта различений. Первичное различие — между различением (опытом), различенностью (миром) и различенным (предметным). Последнее являясь тождественным выступает в качестве следствия, а не предпосылки — приостановки различений. Для человеческого сознания свойственна неповторимая способность различать различия (самосознание) и различать типы и иерархии различий (рефлексия). В концепции сознания как различения значение рассматривается прежде всего как свойство мира, а затем уже свойство предметов, образов или знаков. Таким образом не сознание наделяет предмет значением, испуская элементарно-ментальную частицу, которая достигает предмета, а сам предмет становится значимым в то время, когда он коррелятивно различению обнаруживает своё назначение на границе двух или же нескольких опытов и контекстов. Различение ориентации в мире — «работать», «обедать», «отдыхать» и т. д. делает значимыми соответствующие объекты.
В. И. Молчанов подчёркивает, что различение — это не образ, не знак, не предмет, а только источник образа, знака, предмета (как различенного); значение быть знаком, быть образом, быть предметом основано на значении незнаковой, необразной и непредметной природы: значение как различие определяет возможный набор знаков — носителей этого значения, контуры образа или предмета, различая знак, образ и предмет.
В. И. Молчанов в своём опыте различений выделяет следующие первичные различия:
1) различие между различением, различенностью и различенным;
2) различие между передним планом и фоном;
3) различие между нормой и аномалией.
Внимание различению (первичный из всех передних планов) выделяет опыт в собственном смысле, его самоотнесенность (любое различение есть различение различий), то, что обычно называют самосознанием; при уделении внимания различенности выявляет коррелят полной дискретности различения: различие дискретности и непрерывности как основное свойство мира: речь идет о границах определённых опытов и контекстов и иерархии этих границ; внимание различенному указывает на определённый предмет, причём понятия трансцендентного и имманентного получают отчетливый дескриптивный смысл: различие различения и различенного определяет трансцендентность предмета по отношению к опыту (различенное нельзя редуцировать к различению); различие между различенностью (опытов, контекстов) и предметом (различенным) определяет имманентность предмета миру (предмет — всегда в определенном опыте и контексте).
Различие переднего плана и фона, их коренная «асимметрия» является источником такого опыта сознания как предпочтение. В свою очередь, устойчивое предпочтение определению переднего плана и забвение фона определяет объективирующую функцию сознания, приостанавливающую дальнейшие контекстуальные различения и определяющую тем самым границы предмета.
Смысл объективности предмета достигается приостановкой различений. Приостанавливаемые различения образуют иерархию предметности (различенного) и создают иерархию диспозиций — предрасположенностей к определенным различениям, предпочтениям, идентификациям (Habitus), которые устанавливают телесно-физиологическое существование человека и позволяют возобновлять после перерыва (сон, отдых и т. д.) определенную ментальную или практическую деятельность, то есть реактивировать определенную иерархию различий в рамках определенного опыта.
Способность различать определяет способность направлять внимание, то есть выделять и отдавать устойчивое предпочтение тому или иному различенному, а также предвосхищать, предвидеть и прогнозировать то, что может стать различённым, выделяя устойчивые переходы от определенных различений к определённым идентификациям как устойчивые тенденции. Концепция сознания как различения и различения различий — основа аналитической феноменологии, исходное методологическое различие которой — между истолкованием и осмыслением опыта — является отправной точкой исследования многообразия человеческого опыта, а также философских учений, интерпретирующих или анализирующих ту или иную его сферу. Анализ, отличающий себя от интерпретации, был применен к текстам Гуссерля во вступительной статье Молчанова к переводу 2-го тома «Логических исследований».

## Труды

### Монографии
- Время и сознание: Критика феноменологической философии. М.: Высшая школа, 1988. — 144 с.
- Различение и опыт. Феноменология неагрессивного сознания. М.: Три квадрата, 2004. −237 С.

### Избранные статьи
- Априорное познание в феноменологии Гуссерля // Вопросы философии. 1978. № 10. С. 146—152.
- Понятие рефлексии в контексте феноменологического учения о времени // Критика феноменологического направления современной буржуазной философии. Рига, 1981. С. 120—140.
- Гуссерль и Хайдеггер: феномен, онтология, время // Проблемы сознания в современной западной философии. М., 1989. С. 110—136.
- Проблема сознания и проблема культуры // Феноменология в современном мире. Рига, 1991. С. 156—199.
- Парадигмы сознания и структуры опыта //Логос. 1992. № 3. С. 7-36.
- Cogito, синтез, субъективизм // Вопросы философии. 1996. № 10. С. 133—143.
- Die Bedeutung der phaenomenologischen Philosophie fuer die heutige Philosophie in Rußland // Leipziger Schriften zur Philosophie. 4. Russische Philosophie im 20. Jahrhundert… Leipzig, 1996. S. 79-91.
- Одиночество сознания и коммуникативность знака // Логос. 1997. № 9. С. 5-24.
- Bewusstsein, Erfahrung und Underscheidensleistung // Prima Philosophia. 1997. Bd. 10. Ht. 1 S. 3-22.
- Die Grenzen der Evidenz und die Evidenz der Grenzen / Die erscheinende Welt. Festschrift für Klaus Held. Berlin: Duncker & Humblot, 2002.
- Analyse und Interpretation: Alltäglichkeit, Zeitlichkeit und Erfahrung / Hermeneutische Phänomenologie — phänomenologische Hermeneutik. Reihe der Österreichischen Gesellschaft für Phänomenologie Bd. 10. Peter Lang Verlag: Frankfurt am Main, 2005. S. 67-84.
- Анализ и / или интерпретация в фундаментальной онтологии М. Хайдеггера и за её пределами / Ежегодник по феноменологической философии. М.: РГГУ, 2008. С.128-160.
- О пространстве и времени внутреннего опыта / Сущность и слово. Сб. научных статей к юбилею профессора Н. В. Мотрошиловой. М.: Феноменология и герменевтика, 2009. С.437-456.
- Я-Форма в философии призрачного сознания Владимира Соловьева / Исследования по истории русской мысли. Ежегодник 2006/2007 [8]. М.: Модест Колеров, 2009.. С. 237—306.

### Переводы
- Э. Гуссерль. Лекции по феноменологии внутреннего сознания-времени. М.: Гнозис, 1994 10.п.л.
- Э. Гуссерль. Картезианские Медитации. М.: ДИК, 2001. 10 п.л.
- Э. Гуссерль. Логические исследования т.2, ч.1. М.: ДИК, 2001. 25 п.л.